# Lola Lizaran
Dolors Lizaran i Merlos (Vélez-Blanco, Almería,  1931 - Esparraguera, Barcelona,  2003) fue una actriz española conocida artísticamente como Lola Lizaran, hermana de la también actriz Anna Lizaran.

## Trayectoria artística
Inició su carrera como actriz interpretando en diversas ocasiones el papel de María en la Pasión de Esparraguera, desde donde continuó trabajando en diferentes grupos de teatro independiente y de aficionados. 
Hasta alcanzar una edad madura no dio el salto al campo profesional, primero en el Teatro Romea (Barcelona) y después como miembro de grupos independentes de teatro GOC y en El Teatrí. Su popularidad llegó en 1994 cuando protagonizó la serie de TV3 Poblenou, junto a los actores Miquel Cors y a Margarida Minguillón. 
En 2003 falleció como consecuencia de un cáncer a los 71 años de edad.

## Premios y reconocimientos
- 2001 - Premio Butaca Honorífica, por toda una vida dedicada al teatro.